# IEEE 802.1
IEEE 802.1 es un grupo de trabajo del proyecto IEEE 802. Su trabajo se centra en desarrollar estándares y prácticas recomendadas en las siguientes áreas: arquitectura 802 de redes de área personal (PAN) y de redes de área metropolitana (MAN), interconexiones entre redes 802 LAN, MAN y otras redes de área amplia (WAN), seguridad 802, gestión de redes 802 y protocolos en capas superiores.
El grupo de trabajo se subdivide en 4 subgrupos:
- Redes sensibles al tiempo (Time Sensitive Networking)
- Seguridad (Security)
- Interconexiones de centros de datos (Data Center Bridging)
- OmniRAM

## Proyectos activos
| Estándar           | Subgrupo de trabajo       | Descripción |
| ------------------ | ------------------------- | --- |
| 802.1Xbx           | Security                  | MAC Security Key Agreement protocol (MKA) extensions                                                                                                |
| 802.1ARce          | Security                  | Secure Device Identity, Amendment 1: SHA-384 and P-384 Elliptic Curve                                                                               |
| 802.1AEcg          | Security                  | MAC Security - Ethernet Data Encryption Devices |
| 802.1Xck           | Security                  | Port-Based Network Access Control Amendment: YANG Data Model                                                                                        |
| 802.1E             | Security                  | Recommended Practice for Privacy Considerations for IEEE 802 Technologies                                                                           |
| 802.1AS-2011/Cor 2 | Time Sensitive Networking | 802.1AS-2011/Cor2 - Technical and Editorial Corrections                                                                                             |
| 802.1AS-Rev        | Time Sensitive Networking | Timing and Synchronisation: Timing and Synchronisation for Time-Sensitive Applications - Revision                                                   |
| 802.1Qbu           | Time Sensitive Networking | Frame Preemption |
| 802.1Qbv           | Time Sensitive Networking | Enhancements for Scheduled Traffic |
| 802.1CB            | Time Sensitive Networking | Frame Replication and Elimination for Reliabilty |
| 802.1Qcc           | Time Sensitive Networking | Stream Reservation Protocol (SRP) Enhancements and Performance Improvements                                                                         |
| 802.1Qch           | Time Sensitive Networking | Cyclic Queuing and Forwarding |
| 802.1Qci           | Time Sensitive Networking | Per-Stream Filtering and Policing |
| 802.1Qbz           | Time Sensitive Networking | Enhancements to Bridging of 802.11 |
| 802.1Qca           | Time Sensitive Networking | Path Control and Reservation |
| 802.1AC-Rev        | Time Sensitive Networking | MAC Service Definition Revision |
| 802.1CM            | Time Sensitive Networking | Time-Sensitive Networking for Fronthaul |
| 802.1Qcn           | Time Sensitive Networking | Virtual Station Interface (VSI) Discovery and Configuration Protocol (VDP) Extension to Support Network Virtualization Overlays Over Layer 3 (NVO3) |
| 802.1Qcp           | Time Sensitive Networking | Bridges and Bridged Networks Amendment: YANG Data Model                                                                                             |
| 802.1Qcd           | Data Center Bridging      | Application VLAN TLV |
| 802.1Qcj           | Data Center Bridging      | Automatic Attachment to Provider Backbone Bridging (PBB) services                                                                                   |
| 802c               | Data Center Bridging      | Local Medium Access Control (MAC) Address Usage |
| 802.1CF            | OmniRAN                   | Network Reference Model and Functional Description of IEEE 802 Access Network                                                                       |

## Proyectos archivados
| Estándar   | Descripción                                                                               |
| ---------- | ----------------------------------------------------------------------------------------- |
| 802        | Overview & Architecture                                                                   |
| 802a       | Playpen Ethertypes                                                                        |
| 802b       | Registration of Object Identifiers                                                        |
| 802.1D     | MAC bridges                                                                               |
| 802.1G     | Remote MAC bridging                                                                       |
| 802.1H-REV | Recommended Practice for MAC Bridging of Ethernet in LANs                                 |
| 802.1p     | Traffic Class Expediting and Dynamic Multicast Filtering (published in 802.1D-1998)       |
| 802.1Q     | Virtual LANs                                                                              |
| 802.1s     | Multiple Spanning Trees                                                                   |
| 802.1t     | 802.1D Maintenance                                                                        |
| 802.1u     | 802.1Q Maintenance                                                                        |
| 802.1v     | VLAN Classification by Protocol and Port                                                  |
| 802.1w     | Rapid Reconfiguration of Spanning Tree                                                    |
| 802.1aa    | 802.1X Maintenance                                                                        |
| 802.1X     | Port Based Network Access Control                                                         |
| 802.1af    | MAC Key Security                                                                          |
| 802.1y     | 802.1D Maintenance (published under 802.1D(2004))                                         |
| 802.1z     | 802.1Q Maintenance - withdrawn                                                            |
| 802.1AB    | Station and Media Access Control Connectivity Discovery                                   |
| 802.1ad    | Provider Bridges                                                                          |
| 802.1AE    | MAC Security                                                                              |
| 802.1ag    | Connectivity Fault Management                                                             |
| 802.1ah    | Provider Backbone Bridges                                                                 |
| 802.1aj    | Two-port MAC Relay                                                                        |
| 802.1ak    | Multiple Registration Protocol                                                            |
| 802.1ap    | VLAN Bridge MIBs                                                                          |
| 802.1aq    | Shortest Path Bridging                                                                    |
| 802.1AR    | Secure Device Identity                                                                    |
| 802.1AS    | Timing and Synchronization                                                                |
| 802.1Qat   | Stream Reservation Protocol                                                               |
| 802.1Qau   | Congestion Notification                                                                   |
| 802.1Qav   | Forwarding and Queuing Enhancements for Time-Sensitive Streams                            |
| 802.1Qaw   | Management of Data-Driven and Data-Dependent Connectivity Faults                          |
| 802.1Qay   | Provider Backbone Bridge Traffic Engineering                                              |
| 802.1Qaz   | Enhanced Transmission Selection                                                           |
| 802.1AX    | Link Aggregation                                                                          |
| 802.1AXbk  | Link Aggregation: Protocol Addressing                                                     |
| 802.1AXbq  | Link Aggregation: Distributed Resilient Network Interconnect                              |
| 802.1Qbb   | Priority-based Flow Control                                                               |
| 802.1Qbc   | Provider Bridging: Remote Customer Service Interfaces                                     |
| 802.1Qbe   | Multiple I-SID Registration Protocol                                                      |
| 802.3bd    | MAC Control Frame for Priority-based Flow Control                                         |
| 802.1AEbn  | Galois Counter Mode-Advanced Encryption Standard-256 (GCM-AES-256) Cipher Suite           |
| 802.1AEbw  | MAC Security Amendment: Extended Packet Numbering                                         |
| 802.1Qbf   | PBB-TE Infrastructure Segment Protection                                                  |
| 802.1Qbg   | Edge Virtual Bridging                                                                     |
| 802.1BR    | Bridge Port Extension                                                                     |
| 802.1AC    | Media Access Control Service definition                                                   |
| 802.1ACby  | MAC Service Definition - Support of Ethernet over Media Oriented Systems Transport (MOST) |
| 802.1Qbp   | Equal Cost Multiple Paths                                                                 |
| 802.1ASbt  | Timing and Synchronisation: Enhancements and Performance Improvements                     |

## Proyectos cancelados
| Estándar | Descripción                                             |
| -------- | ------------------------------------------------------- |
| 802.1r   | GARP Proprietary Attribute Registration Protocol (GPRP) |
| 802.1Qbh | Bridge Port Extension                                   |